# Now and Then, Here and There
Now and Then, Here and There (яп. 今、そこにいる僕 има, соко ни иру боку) — аниме-сериал, выпущенный студией AIC. Впервые транслировался по японскому телеканалу WOWOW с 14 октября 1999 года по 20 января 2000 года.
Сериал был лицензирован для показа на территории США компанией Central Park Media, но из-за её банкротства в 2009 году право на лицензию перешло к A.D. Vision, однако позже в том же году она тоже объявила о своём закрытии.

## Сюжет
Возвращаясь из школы, Сю — главный герой — случайно замечает девочку на дымовой трубе в промышленном парке. Он пытается войти с ней в контакт, но та абсолютно безразлична и не реагирует на присутствие парня. Позже Сю хочет узнать что-либо о ней, однако она не отвечает ему, а всё что ему удаётся узнать, это её имя — Лала-Ру. Внезапно время и жизнь вокруг останавливается, после чего образуется вспышка света, откуда выходят люди на змееподобных роботах и странная женщина, которые охотятся за Лала-Ру. Отважный мальчик решает во что бы то ни стало защитить девушку. Так они попадают в другой мир, покрытый пустынями и практически лишённый воды. Общество также слабо развито, простые обитатели занимаются натуральным хозяйством. Правит в этой стране безумный король Хамдо, построивший мир на фундаменте милитаризма и диктатуры. Он жаждет захватить все территории и намеревается использовать воду в качестве средства завоевания. Оружием является огромный перемещающийся механизм, напоминающий башню — корабль «Хелливуд», работающий на воде вместо топлива. Для этого ему нужна Лала-Ру, девочка, которую поклялся защищать Сю — ведь она живёт уже более 10000 лет и повелевает водой.
Значительная часть сериала посвящена таким серьёзным моральным вопросам, как последствия войны, пытки, изнасилования, рабство, унижение человеческого достоинства, шовинизм и эксплуатация детей.

## Роли озвучивали
| Актёр          | Роль                |
| -------------- | ------------------- |
| Акэми Окамура  | Сюдзо «Сю» Мацутани |
| Каори Надзука  | Лала-Ру             |
| Кодзи Исии     | Хамдо               |
| Рэйко Ясухара  | Абелия              |
| Юка Имаи       | Набука              |
| Хироко Кониси  | Бу                  |
| Адзуса Накао   | Сара Рингвальт      |
| Акио Суяма     | Табул               |
| Рика Мацумото  | Сис                 |
| Хисока Ямамото | Эламба              |
| Тяфурин        | отец Сюдзо          |

## Список серий
| №  | Название                                                                        | Дата оригинального показа |
| -- | ------------------------------------------------------------------------------- | ------------------------- |
| 1  | Девочка, любующаяся закатом «Tasogare wo mitsu meru shōjo» (黄昏を見つめる少女) | 14.10.1999                |
| 2  | Мальчик и безумный король «Shōnen to kyō ō to» (少年と狂王と)                   | 21.10.1999                |
| 3  | Праздник в темноте «Yami no naka no utage» (闇の中の宴)                         | 28.10.1999                |
| 4  | Раздор «Fukyōwaon» (不協和音)                                                   | 4.11.1999                 |
| 5  | Убийство «Hitogoroshi» (ひとごろし)                                             | 11.11.1999                |
| 6  | Исчезновение в песчаную бурю «Sunaarashi ga kieru» (砂嵐が消える)               | 18.11.1999                |
| 7  | Ночь побега «Nogare no oru» (逃れの夜)                                          | 25.11.1999                |
| 8  | Две одинокие души «Hitoribotchi no futari» (ひとりぼっちのふたり)               | 2.12.1999                 |
| 9  | В пропасти «Hazama nite» (狭間にて)                                             | 9.12.1999                 |
| 10 | Прелюдия к хаосу «Konton e no josō» (混沌への助走)                              | 16.12.1999                |
| 11 | Накануне коллапса «Hōkai zenya» (崩壊前夜)                                      | 6.01.2000                 |
| 12 | Кровавая земля «Satsuriku no daichi» (殺戮の大地)                               | 13.01.2000                |
| 13 | Здесь и сейчас «Ima, soko ni iru boku» (今、そこにいる僕)                       | 20.01.2000                |

## Музыка
| №   | Название                      | Длительность |
| --- | ----------------------------- | ------------ |
| 1.  | «Standing in the Sunset Glow» | 20:16        |
| 2.  | «Decadence»                   | 2:36         |
| 3.  | «Run Up»                      | 2:34         |
| 4.  | «Rescuer»                     | 2:49         |
| 5.  | «The Bottom»                  | 2:30         |
| 6.  | «Tears»                       | 3:06         |
| 7.  | «Tumbling»                    | 3:09         |
| 8.  | «Calmative»                   | 4:25         |
| 9.  | «Deadlock»                    | 2:21         |
| 10. | «A Law Deal»                  | 2:25         |
| 11. | «Pazzia»                      | 2:34         |
| 12. | «Miss…»                       | 2:48         |
| 13. | «One Calm»                    | 2:42         |
| 14. | «Fearful Dream»               | 3:31         |
| 15. | «Here and There»              | 2:38         |
| 16. | «Ima soko ni iru boku»        | 3:22         |
| 17. | «In the End...»               | 2:17         |

Открывающая композиция:
1. Ima soko ni iru boku в исполнении Тосио Масуды

Закрывающая композиция:
1. In the End... в исполнении Рэйко Ясухары, также отдельно издана на её сингле[7]

Музыка и аранжировка: Таку Ивасаки (1—15), Тосио Масуда (16). Музыка и слова: Хитоси Комуро (17). Струнные: Масацугу Синодзаки, гитара: Масахиро Итами, флейта: Ёсио Кидзу, клавишные и фортепиано: Таку Ивасаки, программирование: Кацудзи Хагивара. Запись и сведение: Тосиюки Ёсида, Хитоси Хасимото (16—17), мастеринг: Сигэо Миямото.

## Выпуск на видео
Аниме впервые вышло в Японии на 5 DVD от Pioneer LDC в 1999—2000 годах. Формат был 1,33:1 (4:3), а звук — Dolby Digital 2.0.
В 2002 году Central Park Media выпустила в США коллекционное издание на 4 дисках (первый «Раздор и гибель», второй «Полёт и падение», третий «Конфликт и хаос», четвёртый бонусный). Английское озвучивание шло уже в Dolby Digital 5.1. Дополнительные материалы включали в себя арт-галерею, список актёров и производственной команды, эскизы персонажей, фона и роботов, раскадровки, предварительный просмотр официальных релизов. В 2009 году, незадолго до своего закрытия, ADV представила комплект из 3 DVD.

## Критика
Сериал получил в общем довольно положительные отзывы. Обозреватель сайта AnimeOnDVD.com заявил, что чудесно преподносится сценарий. Каждая малая часть диалога несёт глубокий смысл и цель. Также невольно ощущаются тяготы и печаль разрушительной силы войны. Однако Крис Беверидж, думая о реализме, отметил, что будь такое в реальной жизни, люди бы по-иному реагировали и решали проблемы.
Джонатан Клементс и Хелен Маккарти в энциклопедии указали, что несмотря на сюжет, насыщенный комедией «Эль-Хазард», детскими рисунками и рассказом в стиле Миядзаки, Now and Then, Here and There — необыкновенно взрослый сериал, который не скупится на изображение жестокости и насилия. Показанное по спутниковому телевидению, это аниме было сопоставлено с «Корнями» Алекса Хейли Хидэюки Куратой, написавшим сценарий для более оптимистичного Battle Athletes Daiundoukai.
Борис Невский в журнале «Мир фантастики» подчеркнул, что «Здесь и сейчас» — шедевр аниме и жанра исэкай в частности, трагическое и наполненное неочевидными смыслами произведение. Один из главных приёмов — контраст. Первый эпизод выглядит сказкой в духе Хаяо Миядзаки — тёплые тона, милые лица персонажей, атмосфера безмятежности. Когда действие переносится в другое измерение, всё меняется. Как будто настоящий мир — апокалиптический, а Япония — не более чем фантом. Сара Рингвальт ведёт себя как живой человек. Сю реагирует и действует как типичный герой сёнэна. Очень показательна сцена разговора в тюрьме, когда он убеждает её, что не нужно бояться и всё будет хорошо. Вскоре Сю уводят на допрос и пытают, а Сару подвергают жестокому изнасилованию. «Хорошо» не будет — так бывает только в сказке, а здесь реальная жизнь.
Сю вызывает раздражение, он не Наруто. Автор поставил цель развенчать сёнэн, если бы не помощь других персонажей, то «героический» Сю не дожил бы даже до середины истории. Однако именно его наивная убеждённость в своих идеалах играет важную роль в решающий момент. В эмоциональном плане аниме очень тяжелое, при том что типичной для современности кровавости там нет. Например, сцена уничтожения деревни армией Хелливуда. Видна панель управления ракетами, рука оператора сдвигает с неё миску с едой, нажимает кнопки. Всё очень обыденно — солдат перекусывал на дежурстве, мимоходом убил пару сотен человек и продолжил есть. Рутина, от которой — мороз по коже. Стоит смотреть тем, кто любит серьёзное и многослойное аниме и кому надоели шаблонные попаданцы с их немереной крутизной и бесконечными гаремами.
Журнал «АнимеГид» поставил оценку 6 из 10 баллов. Когда войну показывают глазами детей, это всегда на порядок страшнее, чем повествование от лица взрослого. Картины детского горя гнетут, после просмотра идёт мороз по коже. Жаль, что драма слегка подпорчена не самой лучшей технической реализацией. Слабая графическая сторона — единственный серьёзный недостаток. Это следствие обычных проблем в виде недостатка финансирования и предельно сжатых сроков работы. Акитаро Даити известен как режиссёр комедийных сериалов, поэтому попытка уйти в другой жанр была встречена настороженно и неоднозначно. На смену ярким краскам, забавным персонажам и шуткам пришли ощущение безысходности и грусть. Даити создал странный эффект, смешав нарочито детский дизайн Ацуси Оидзумы с картиной жестокого тоталитаризма, заставив болезненно смотреть на происходящее. Стремление показать войну и террор с точки зрения ребёнка предпринималось в аниме не раз, но в Now and Then, Here and There дети не безучастные наблюдатели, а озлобленные солдаты армии безумного короля Хамдо, от лелеявших надежду вернуться домой до просто плывущих по течению. В истории хватает аналогий, от чего становится ещё хуже. Данный сериал способен увлечь всерьёз и не оставить зрителей равнодушными.
Крис Шепард в обзоре Anime News Network заметил: с Акитаро Даити, который работал над Kodocha и Jubei-chan, сериал мог стать беззаботной комедийной игрой. Тем не менее, AIC резко развернулась — Now and Then, Here and There мрачен и серьёзен, в том же ключе, что и Green Legend Ran, только более экстремальный. Исключительно тёмные тона делают его оригинальным. Там не найти никаких весёлых моментов Cowboy Bebop или «Тригана». За исключением коротких оптимистичных речей Сю, всё удручает: жестокие избиения, пытки, изнасилования, убийства, извращённые персонажи, чувство безнадёжности. Серии чаще всего заканчиваются в негативном свете, что оставляет зрителей на грустной ноте. Такое может показываться только для взрослых, но здесь определённо не тот случай. Это едкий вариант Future Boy Conan, за сюжетом легко следить, он несложный и во многом напоминает приключенческую историю. На самом деле, очень интересно и поразительно для научной фантастики. Главные герои являются личностями, они развиваются и интригуют. Саундтрек соответствует настроению. Рекомендуется поклонникам Galaxy Express 999, GUNNM и 3×3 Eyes.
Сайт THEM Anime написал, что Now and Then, Here and There — жемчужина среди посредственностей, выпущенных U.S. Manga Corps. Это довольно неожиданный сериал режиссёра Акитаро Даити, который больше известен своими экшенами и комиксами, особенно Jubei-chan и Elf Princess Rane. Персонажи и история удивительно глубоки для 13 cерий, а медленному ритму удаётся охватить большую часть сюжета. Это не шоу по кабельному каналу продолжительностью в пол сезона. Важную роль играют Хамдо, Набука и Сюдзо. Анимация хорошая, со стилем конца 1980-х годов, что придаёт обстановке постапокалиптический оттенок. Пейзаж кажется более грубым и реалистичным. Музыка простая, но выполняет свою работу. У большей части видеоряда нет никакого заметного фона или есть тишина. Аниме трагично в масштабе Шекспира. Люди не могли смотреть больше двух серий, потому что произведение слишком мрачное и удручающее. Некоторые герои умирают, а в конце сияющий луч надежды угасает. Никто не уходит счастливым и незапятнанным. Тем не менее, Сюдзо и другие выросли в своей борьбе, и это обнадёживает, если не радует. Сериал определённо не для тех, кто любит светлую сторону аниме, а скорее для тех, кому нравится хорошо рассказанная история, независимо от её настроения.